# Дядино (озеро)
Дядино — пресноводное озеро на территории Малиновараккского сельского поселения Лоухского района Республики Карелии.

## Общие сведения
Площадь озера — 2,6 км², площадь водосборного бассейна — 14,2 км². Располагается на высоте 58,7 метров над уровнем моря.
Форма озера лопастная, продолговатая: оно более чем на пять километров вытянуто с запада на восток. Берега изрезанные, каменисто-песчаные, местами заболоченные.
Через Дядино течёт река Воронья, впадающая в Нотозеро, через которое протекает река Лопская, впадающая в озеро Пажма, являющееся частью Ковдозера. Через последнее протекает река Ковда, впадающая, в свою очередь, в Белое море.
В озере расположено около десятка безымянных островов различной площади, рассредоточенных по всей площади водоёма, однако их количество может варьироваться в зависимости от уровня воды.
У восточной оконечности озера расположен посёлок Тэдино, к которому подходит дорога местного значения 41К-132 («Подъезд к Тэдино»).
Код объекта в государственном водном реестре — 02020000611102000001754.